# Dynastie de Crovan
La Dynastie de Crovan est, de la fin du XIe siècle au milieu du XIIIe siècle, la famille dirigeante d'un royaume insulaire désigné  dans les sources secondaires sous plusieurs dénominations : Royaume de Man, Royaume des Îles ou Royaume de Man et des Îles. Le fondateur éponyme de la dynastie est Godred Crovan, qui sort de l'obscurité à la fin du XIe siècle, avant de s'emparer de l'Île de Man et de Dublin. La dynastie avait des origines Gall Gàidheal, et était issue d'une lignée des Uí Ímair, un clan dominant dans la  région de la Mer d'Irlande qui apparaît dans les sources à la fin du IXe siècle.
Les principaux membres de la dynastie de Crovan contractèrent des mariages politiques avec des roi d'Irlande et des roi norvégiens, comme avec des magnats des Hébrides, ou du Galloway, et des seigneurs 
Anglo-Normands, et peut-être même avec des princes du Pays de Galles.
Entourés de monarques anglais, norvégiens et écossais parfois menaçants et de divers chefs de guerre de la côte ouest de l'Écosse, les principaux membres de la dynastie ont parfois reconnu avec tact la suzeraineté de certains rois de Norvège et d'Angleterre, et même de la papauté. La puissance militaire de la dynastie était concentrée dans sa flotte de navires, et ses forces terrestres qui combattaient en Irlande, aux Hébrides, au Pays de Galles et sur l'île de Man. L'importance des navires pour ces rois-marins de la dynastie Crovan est illustrée dans leur représentation sur les sceaux que certains de ses membres ont utilisés.
Alex Woolf estime que  le Clan de Somerled peut-être considéré comme une branche cadette en ligne féminine de la dynastie de  Crovan. Après le coup de force de Somerled, la dynastie de Crovan temporairement déposée sera réduite  au contrôle de l'Île de Man, et de Dublin. À la mort de Somerled, elle récupère une partie du royaume insulaire : l'Île de Lewis, Harris, et Skye.

## Liste des souverains
- Godred Crovan, mort 1095
- Lǫgmaðr Guðrøðarson, morte en 1103, fils de Godfed
- Óláfr Guðrøðarson, mort en 1153, Olaf Ier fils de Godred
- Guðrøðr Óláfsson, mort en 1187, Godred le Noir fils d'Olaf, qui doit abandonner le royaume à Somerled
- Rǫgnvaldr Óláfsson, fl.  1164, Ragnald  fils d'Olaf, demi-frère de Godred, il ne règne comme ses successeurs que sur le nord des îles
- Godred le Noir, restauré
- Rǫgnvaldr Guðrøðarson, mort en 1229, Ragnald ou Reginald fils Godred
- Olaf II le Noir, s. 1237, fils de Godred, demi-frère de Reginald
- Godred, mort en 1231, fils de Reginald
- Haraldr Óláfsson, mort en 1248, Harald fils d'Olaf II
- Rǫgnvaldr Óláfsson, mort en 1249, Ragnald fils d'Olaf II
- Haraldr Guðrøðarson, fl.  1249, Harald fils de Godred
- Ivarr de Man fl.  1250-1252, usurpateur , descendant de Godfred fils d'Olaf le Noir (?)
- Magnús Óláfsson, mort en 1265, Magnus fils d'Olaf II
- Godfred Magnuson de Man son fils prétendant tué en 1275.